# Astra Unceta y Cia
Pour les articles homonymes, voir Astra.
Astra Unceta y Cia était une fabrique d'armes espagnole qui a été fondée le 17 juillet 1908 sous le nom de Esperanza y Unceta par Juan Esperanza et Pedro Unceta. Elle a été rachetée le 27 mai 1997 par la STAR.

## Historique

### Fondation
Installée tout d'abord dans la ville d'Eibar, fief de l'industrie armurière basque, la compagnie déménage en 1913 vers Guernica afin de disposer de nouveaux locaux plus aptes à affronter le succès du Campo-Giro que la marque produit depuis 1912. Plusieurs modèles, dont le modèle 1913-16 qui sera adopté par l'armée espagnole, seront également produits à 13178 unités. Le modèle 1913 sera vendu principalement sur le marché civil. Ces armes reprendront du service pendant la guerre civile.

La Première Guerre mondiale permet à la firme de se développer avec la fourniture aux armées française et italienne de 150 000 pistolets nommés Ruby. La compagnie commence la production en 1911 en calibre .32 ACP d'un pistolet semblable au Llama Ruby. Il sera accepté par la commission Française des armées quatre ans après son début de production.
Initialement la firme nomma le pistolet Astra Victoria ou Model 100, la contenance du chargeur passant à 9 cartouches en 32 acp, un modèle existait dans le calibre 6,35 mm.
Une production de 4 000 unités d'un modèle appelé Modèle 700 s'écoulera sur le marché civil après la fin de la Grande Guerre. L'arme qui ressemble à un Ruby sera nommée Danton et jouira d'une réputation de précision et de solidité.

### Années 1920
L'armée espagnole, considérant que le Campo Giro devient obsolète, lance un appel d'offres afin de remplacer son stock de pistolets. Esperanza y Unceta remporte le marché, face à son concurrent Star Bonifacio Echeverria S.A., avec le Modèle 400 dont la production démarre en 1921.
Les années 1920 sont décidément des années fastes pour la firme puisque des modèles aussi célèbres que le Modèle 200 et le Modèle 300 sont mis en production.
Ils connaîtront une longue carrière et sortiront des chaînes de montage respectivement jusqu'en 1967 et 1946.

Le modèle 300 sera le pistolet le plus emblématique de la firme. Chambré en .32 ACP, 9 mm court ou .380 ACP, il fut produit à 153 085 unités. 63 000 pièces en calibre. 380 furent livrées à l'Allemagne Nazie, 22 390 en calibre .32 ACP. La destination finale de ces grandes quantités d'armes reste encore aujourd'hui une énigme.

Le Mod.200, qui est un clone de FN modèle 1906 sera produit à 234 105 exemplaires dans plusieurs versions et calibres .25 ACP et .22 Court essentiellement. La fabrication cessa en 1967, principalement en raison de nouvelles règles douanières aux États-Unis.
En 1926 Juan Esperanza quitte le consortium et fonde sa propre compagnie. La compagnie change alors de nom et devient Unceta y Cia.
L'année suivante, l'armée espagnole lance un nouveau programme visant à moderniser son armement et c'est une nouvelle fois Unceta qui remporte le contrat.

### Modèles célèbres
En 1927, commence la production de la série des Mod.900 très largement inspirés du fameux Mauser C96 et destinés en priorité au marché chinois. Certains de ces modèles (Mod.903) se retrouveront dans les mains de soldats allemands pendant la Seconde Guerre mondiale tandis que le modèle F dotera la Guardia Civil. 
Bien que la production en série de ce modèle cessa en 1937, de très petites quantités ont pu continuer à être assemblées plus tard à partir des stocks restants.

#### Le modèle M400
En 1921 commence la production de l’Astra mod.400, , une arme de légende. En France le modèle 400 sera surnommé "mange-tout", car  sa caractéristique principale est de tirer des munitions aussi diverses que 9 mm Largo (calibre original), 9 mm Steyr, 9 mm court 9 mm Parabellum, 9 mm Browning long, 9 mm Glisenti, .38 ACP(cartouches acceptées).
Le succès de cette arme sera tel qu'elle sera produite jusque dans les années 1941. L'arme sera exportée au Chili, en Allemagne, en Colombie, en Équateur ou encore en France. 106 175 unités furent fabriquées, pour la plupart en calibre 9 mm Largo. On note également la production de pièces dans les calibres suivants : 7,63 Mauser, 7,65 mm Parabellum ou 30 Luger ainsi que le 9 mm Parabellum.
Durant la guerre civile, les employés de la fabrique Astra se rangèrent du côté républicain. Leur patron, Mr Uncetta, personnage ultra conservateur et nationaliste, en butte aux nouvelles autorités du gouvernement Basque issue de l'élection de 1936, quitta l'entreprise, et alla se ranger du côté des troupes rebelles franquistes. 
En avril 1937 la ville de Guernica fut bombardée par l'aviation de la légion Condor, les troupes nationalistes s'emparèrent de la ville quelques jours plus tard et la fabrique, redirigée par Mr Uncetta, se mit à produire de façon intensive pour les troupes de Franco et les armées du IIIe Reich.
Face à cette situation totalement imprévue, le camp Républicain décida la création de deux arsenaux militaires. Le premier sera implanté dans la banlieue de Barcelone (Terrassa). Il produira le M 400 modèle 1921 surnommé "el puro", qui fut rebaptisé F.ASCASO en l'honneur d'un célèbre leader anarchiste, ami de Buenaventura Durruti, qui trouva la mort dans les premiers combats de Barcelone. L'arme fabriquée dans ce nouvel arsenal républicain, dont les ouvriers étaient dans leur immense majorité des anarcho-syndicalistes de la puissante fédération CNT, fut d'une qualité à peu près égale et d'une précision identique à celle de son homologue du Pays basque malgré des dimensions particulières, et des difficultés d'approvisionnement et d'organisation évidentes. La production totale fut d'environ 8 000 pièces. Des pistolets mitrailleurs furent aussi produits dans cette fabrique ; ils sont aisément identifiables par la gravure des trois lettres CNT sur le côté de la culasse. 
Une autre copie du M 400 fut réalisée par un autre arsenal dans la région de Valence(Alginet). Il est reconnaissable par la présence du logo R.E. (République Espagne) sur les plaquettes du pistolet. 15 000 unités furent produites dans cette firme pendant la durée du conflit. Aucun marquage d'un banc épreuve n'est présent sur toutes ces copies. La finition est différente par rapport à l'original en raison de la grande diversité des traitements de surface dont chaque arsenal utilisait une formule propre. Une autre copie de l'Astra M400 (moins connue) nommée ORPHAN existe. Elle a peut-être été fabriquée dans les années 1930 lorsque Astra exportait et fabriquait sur le continent asiatique, son origine exacte reste à ce jour néanmoins toujours obscure et inconnue.

### 1930
Un pistolet de signalisation en calibre 12 pour un usage militaire et autres fut adopté par l'armée et la marine espagnoles. D'autres gouvernements l'adoptèrent aussi ; il sera nommé Astra 500.
Alors que le gouvernement, issu de la guerre civile, procède à la fermeture de nombreuses fabriques d'armes, Unceta y Cia, ou Unceta y Compañia, en compagnie de rares firmes telles Star Bonifacio Echeverria S.A. et Gabilondo y Cia sont autorisées à poursuivre leurs activités.

#### Modèle 600
Durant la Seconde Guerre mondiale, malgré la neutralité officielle de l'Espagne, la firme participe à l'effort de guerre allemand par le biais du programme Astra Mod.600. Selon le cahier des charges de l'armée allemande, il sera chambré en 9 mm Parabellum, la fabrication débutera en 1943, et 10 450 armes Astra Mod.600 seront livrées en mai et juin 1944. Les livraisons cessèrent face à la situation militaire sur la France. Mais le contrat sera honoré bien plus tard en 1950 et 1951. La République Fédérale Allemande, pour armer ses policiers demandera aux alliés la possibilité de se faire livrer le solde des armes payées en 1944. En 1950, une première livraison de 3 500 unités aura lieu, suivie, en 1951, du solde du contrat initié pendant le conflit et correspondant à 31 350 Mod.600 supplémentaires.
Les autres nations qui importèrent l'Astra Mod.600 sont :
- le  Portugal, 800 exemplaires ;
- le  Chili, 450 exemplaires ;
- la  Jordanie, 200 exemplaires ;
- la  Turquie, 200 exemplaires ;
- les  Philippines, le  Costa Rica, l' Égypte commandèrent aussi de petites quantités.

### 1940
La firme se réorganise et diversifie ses activités en se lançant dans la production d'équipements industriels sans pour autant abandonner son volet armurier. Elle produira essentiellement des pneumatiques, des pompes hydrauliques et des machines-outils pour le textile. Pour la production armurière, elle se dote de nouvelles machines et lance des projets de recherche afin de renouveler sa gamme. Le modèle Astra 3000 sera l'aboutissement de l'un d'entre eux et sa fabrication commencera l'année suivante.
En 1947, le modèle Astra Mod.3000 est mis en production afin de remplacer les Astra Mod.300. Plus de 44 000 Astra 3000 seront ainsi fabriqués jusqu'en 1956, date à laquelle l'Astra Modèle 4000 ou l'Astra Falcon prennent le relais.

### 1950
La firme adopte son nom définitif d'Astra y Unceta Cia, S.A. en 1953. De l'Astra Mod.800 en 1958 jusqu'aux  Astra A-70, Astra A-75, Astra A-80, des Astra A-90  et Astra-100 des années 1980-1990,  la production s'étoffe et concerne également des revolvers qui sont des répliques de Colt, Ruger ou Smith&Wesson. Ainsi sortent des usines de Guernica les révolvers suivants  :
- Modèles de poche : Astra 250, Astra 680.
- Modèle de défense ou de police :Astra Cadix, Astra 960 Astra NC-6, Astra 357 (variante belge : FN Barracuda) ,Astra Police, Astra 443 Terminator (arme portée par l'inspecteur fictif du LAPD Rick Hunter dans les saisons 3 et 4).
- Modèles de chasse : Astra 41, Astra 44 et Astra 45.
- Modèle de tir sportif : Astra Match.

### Deuxième moitié duXXesiècle
Astra poursuit la production et le développement de nombreux modèles fiables et élégants qui ont fait sa réputation parmi les amateurs d'armes et la fierté de l'industrie armurière basque.
Courant 1998, sous l’impulsion du gouvernement Basque, une nouvelle entreprise composée de la fusion de Astra Unceta y Cia et Star Bonifacio Echeverria S.A. verra le jour. Cette nouvelle entité se nommera ASTAR, mais sa durée sera éphémère, périclitant au bout d'une année.

## Code année de fabrication
Depuis 1927 toutes les armes espagnoles, testées sur le banc d'épreuve officiel de Eibar, sont marquées ou gravées, en général sur la carcasse, par des lettres qui représentent l'année de fabrication.
Ci-dessous la nomenclature de référence du code des années de fabrication des armes Astra, Code année de fabrication.
| poinçons | année | poinçons | année | poinçons | année |
| -------- | ----- | -------- | ----- | -------- | ----- |
| A        | 1927  | A1       | 1955  | A2       | 1981  |
| B        | 1928  | B1       | 1956  | B2       | 1982  |
| C        | 1929  | C1       | 1957  | C2       | 1983  |
| CH       | 1930  | CH1      | RIEN  | CH2      | RIEN  |
| D        | 1931  | D1       | 1958  | D2       | 1984  |
| E        | 1932  | E1       | 1959  | E2       | 1985  |
| F        | 1933  | F1       | 1960  | F2       | 1986  |
| G        | 1934  | G1       | 1961  | G2       | 1987  |
| H        | 1935  | H1       | 1962  | H2       | 1988  |
| I        | 1936  | I1       | 1963  | I2       | 1989  |
| J        | 1937  | J1       | 1964  | J2       | 1990  |
| K        | 1938  | K1       | 1965  | K2       | 1991  |
| L        | 1939  | L1       | 1966  | L2       | 1992  |
| LL       | 1940  | LL1      | RIEN  | LL2      | RIEN  |
| M        | 1941  | M1       | 1967  | M2       | 1993  |
| N        | 1942  | N1       | 1968  | N2       | 1994  |
| ñ        | 1943  | ñ1       | 1969  | ñ2       | 1995  |
| O        | 1944  | O1       | 1970  | O2       | 1996  |
| P        | 1945  | P1       | 1971  | P2       | 1997  |
| Q        | 1946  | Q1       | 1972  | Q2       | 1998  |
| R        | 1947  | R1       | 1973  | R2       | 1999  |
| S        | 1948  | S1       | 1974  | S2       | 2000  |
| T        | 1949  | T1       | 1975  | T2       | 2001  |
| U        | 1950  | U1       | 1976  | U2       | 2002  |
| V        | 1951  | V1       | 1977  | V2       | 2003  |
| X        | 1952  | X1       | 1978  | X2       | 2004  |
| Y        | 1953  | Y1       | 1979  | Y2       | 2005  |
| Z        | 1954  | Z1       | 1980  | Z2       | 2006  |